# Tűzmanócska
A Tűzmanócska vagy A tűzönifjult apóka (Das junggeglühte Männlein) a Grimm testvérek által gyűjtött tündérmese. A Kinder- und Hausmärchen (Gyermek- és családi mesék) című antológiában jelent meg 1812-ben. Magyar mesefilmekben is feldolgozták. A Simsala Grimm német televíziós rajzfilmsorozat 1. évadában a 11. rész A tűzmanó (Rumpelstilzchen).

## Tűzmanócska (népmese)
Egy szegény molnárlány csodával határos története azt mutatja be, miképp lett egy dicsekvő molnár lányából egy manócska segítségével királynő, s miként vág vissza az a manó. A történet sok csodás elemet tartalmaz, például szalmából arany szövése.

## Keletkezése
A mű keletkezését leginkább a korai feljegyzések által magyarázhatjuk. A Grimm testvérek kézzel írt feljegyzései és az eredeti változatai 1810-re datálhatók, amely időponttól még messzemenőbbnek tűnik. A manó Rumpelstilz, egy félelmetes lény megnevezése volt, aki hasonlított egy koboldfélére.